# LT vz.34
LT vz.34 (чеш. Lehký tank vzor 34 — Лёгкий танк модели 34) — чехословацкий малый танк, созданный в 1934 году. Преимущественно использовался в словацких войсках, также использовался вермахтом.

## История
Танк был создан на основе английской танкетки Carden-Loyd Mk VI. Первый экспериментальный образец появился в декабре 1932 года (№ 13363), с апреля 1934 года началось серийное производство, которое продолжалось по август 1936 года. Всего было выпущено 50 серийных машин (№№ 13490 — 13539) .

## Подробное описание
Кабина водителя отделялась от машинного отделения трёхмиллиметровой стальной стенкой, внутри находились охлаждающие устройства. Водительское сиденье располагалось справа, рядом находился личный водительский перископ размером 300 на 75 мм с углом обзора 25°. Левее водительского сиденья было кресло радиста, над которым был расположен люк размером 120 на 50 мм и толщиной 50 мм (он был сделан из пуленепробиваемого стекла).
Из оружия использовалась лёгкая 37-мм пушка, которая могла подниматься на 25 градусов и опускаться на 10 градусов. Пробивала она броню толщиной не более 22 мм с расстояния 1500 м. Также устанавливались два пулемёта калибром 7,92 мм.
Диаметр башни составлял 1265 мм. Башня поворачивалась вручную (единичный поворот составлял 3 градуса), высота кабины до башни составляла 3,72 м. Также в башне находились 4 перископа (угол поворота каждого составлял 35°) и одно зеркало.
При сборе танка использовались листы угловой стали, чтобы обеспечить большую надёжность танка. Толщина брони составляла от 15 мм спереди до 8 мм сверху. Попасть в танк из лёгкой 37-мм пушки и нанести сильные повреждения можно было только с расстояния не более 75 метров, с большего расстояния вероятность уничтожить танк одним выстрелом уменьшалась.
Использовался 4-цилиндровый двигатель жидкостного охлаждения марки «Praga». Объём его составлял 6,08 литров, мощность составляла 62,5 лошадиных сил. По обеим сторонам двигателя располагались цистерны с горючим (по 64,5 литров каждая). Максимальная скорость составляла 30 км/ч на дороге и 15 км/ч на пересечённой местности. Трансмиссия состояла из 4 передних передач и одной задней.

## Использование
Из 50 танков 23 машины, а так же прототип, достались немцам. Остальные 27 танков были в словацкой боевой группе «Мартин», 10 из которых были захвачены немцами во время подавления восстания 1944 года и переданы хорватским частям. Впоследствии оставшиеся танки были уничтожены немцами во избежание захвата советскими войсками.